# Matthias Wählisch

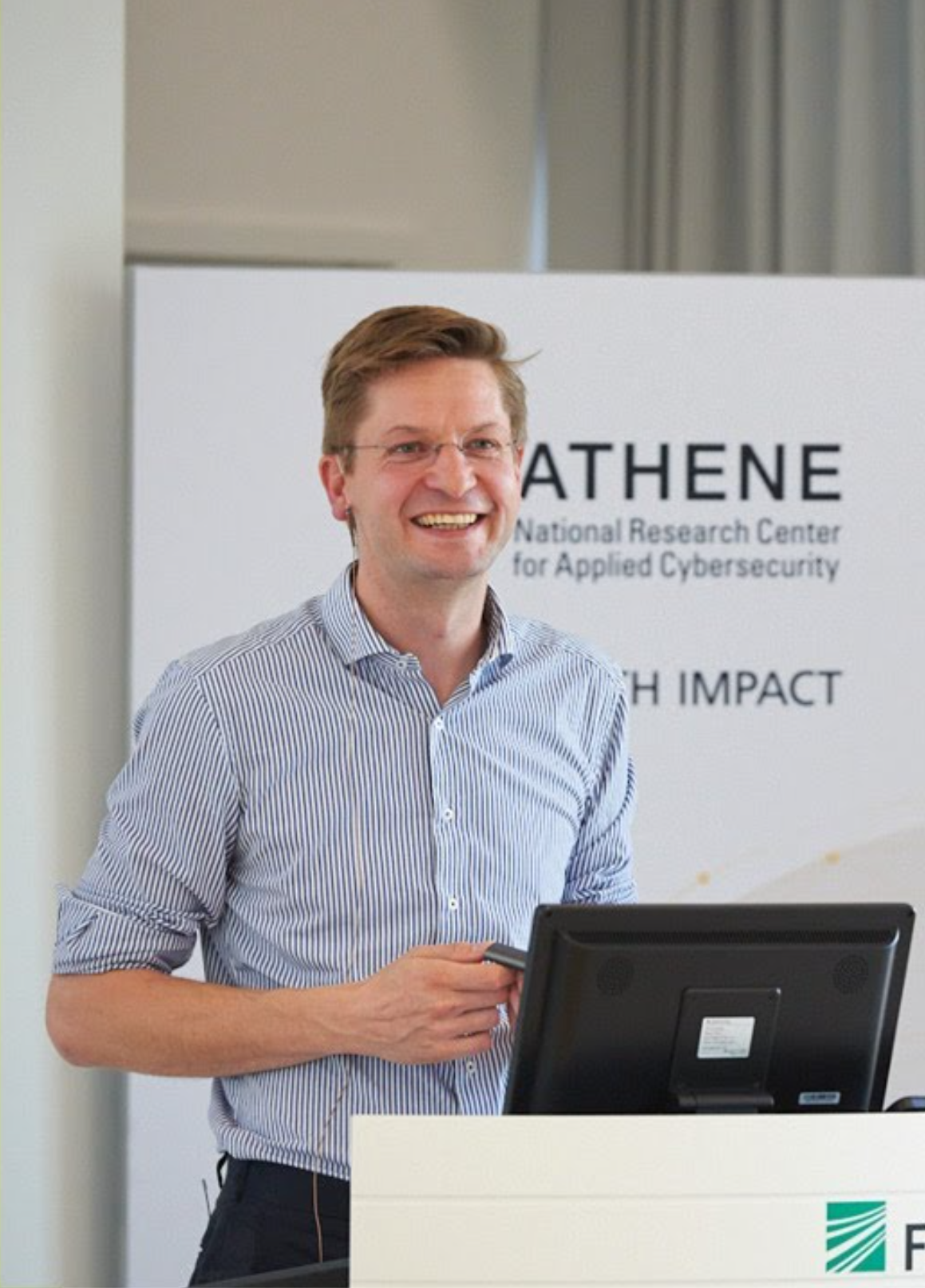
Matthias Wählisch (2023)

Matthias Wählisch (* 1981 in Berlin) ist ein deutscher Informatiker und Experte für Internetforschung. Er ist tätig in der Standardisierung von Internetprotokollen und Mitgründer mehrerer Open-Source-Projekte.

## Akademische Laufbahn und Positionen
Matthias Wählisch ist ordentlicher Professor und Inhaber des Lehrstuhls für Distributed and Networked Systems an der Fakultät für Informatik der Technischen Universität Dresden (TU Dresden). Zudem ist er Research Fellow am Barkhausen Institut, das Spitzenforschung zur Vertrauenswürdigkeit vernetzter elektronischer Systeme betreibt.
Von 2016 bis 2023 war er Juniorprofessor für Internet-Technologien am Fachbereich Mathematik und Informatik der Freien Universität Berlin ernannt, nachdem er zuvor dort als Wissenschaftlicher Mitarbeiter am Institut für Informatik tätig war.
Er promovierte 2016 an der Freien Universität Berlin bei Jochen Schiller mit einer Dissertation zum Thema „Measuring and Implementing Internet Backbone Security: Current Challenges, Upcoming Deployment, and Future Trends“.

## Forschung und Beiträge
Seine Forschungsschwerpunkte liegen in den Bereichen skalierbare, zuverlässige und sichere Internetkommunikation sowie Internetmessung und Protokollanalyse. Er hat wesentliche Beiträge zur Gestaltung von Internetarchitekturen und -protokollen geleistet und sich öffentlich für ein modernes Internetverkehrsmanagement in Berlin ausgesprochen. Er trat zudem als Experte in TV, Radio und Tageszeitungen zum Thema Internetsicherheit und Digitalisierung auf.

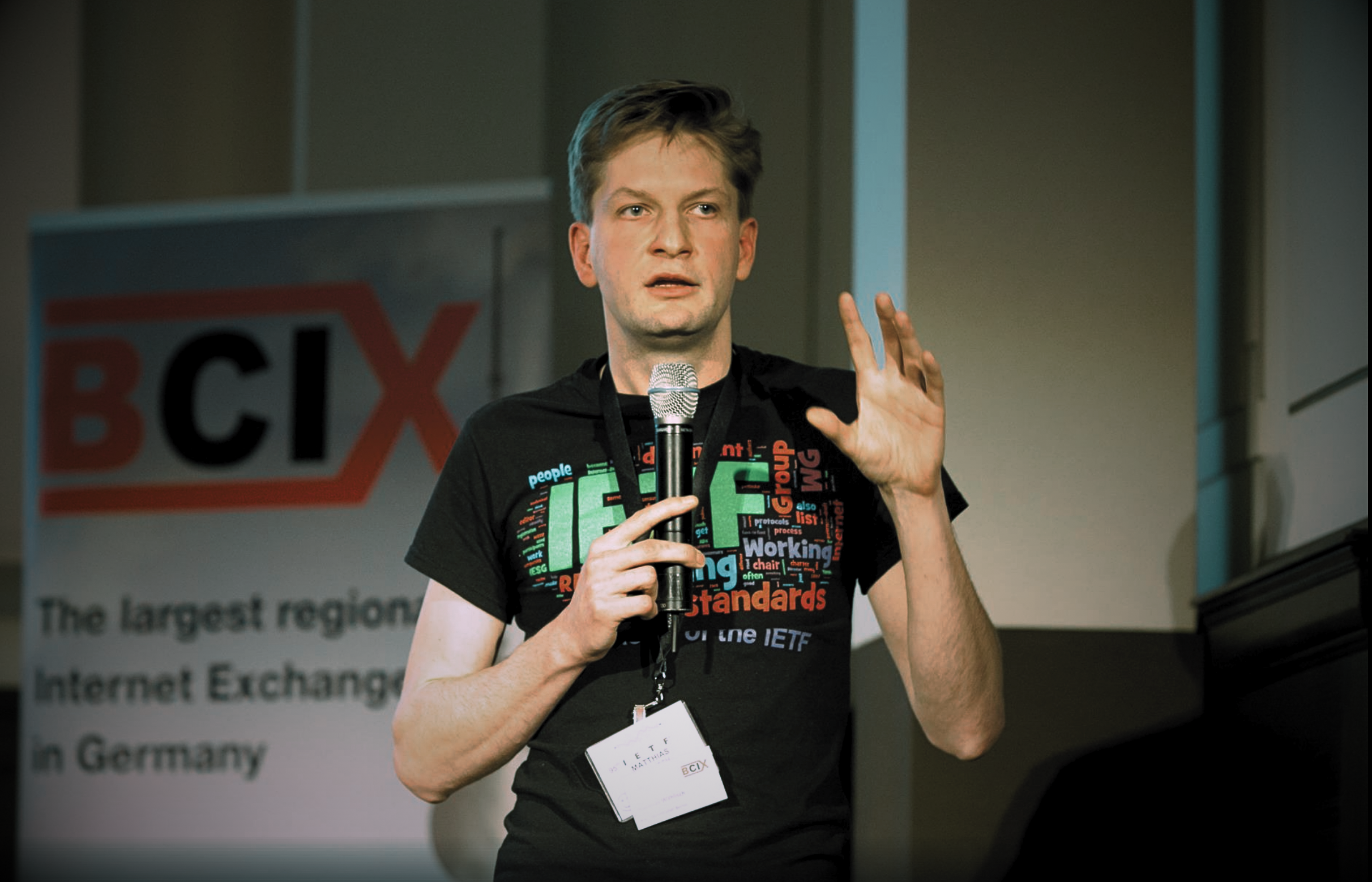
Matthias Wählisch bei einem Vortrag zur Internet-Standardisierung in Berlin (2016)

Wählisch ist Mitbegründer des Open-Source-Betriebssystems RIOT (Betriebssystem), das speziell für das Internet der Dinge (IoT) entwickelt wurde. RIOT ermöglicht die nahtlose Integration von Kleinstcomputern in das Internet und wird weltweit in zahlreichen Projekten eingesetzt. Für seine Arbeiten wurde er 2013 mit dem Preis des Forum Junge Spitzenforschung der Stiftung Industrieforschung ausgezeichnet.
Im Jahr 2011 wurde er mit den Sonderpreis für Nachwuchswissenschaftler des Leibniz-Kolleg Potsdam für seine herausragenden Forschungsergebnisse zur mobilen Gruppenkommunikation im Internet ausgezeichnet. Die Jury betonte: "Seine außergewöhnlich umfangreiche Publikationsliste und seine Beiträge zu wissenschaftlichen Veranstaltungen zeigen eindrucksvoll, dass Matthias Wählisch hervorragend in die internationale Forschungsgemeinschaft eingebunden ist."

## Engagement in der Internet-Standardisierung und Internet-Gemeinschaft
Seit 2005 ist Matthias Wählisch aktives Mitglied der Internet Engineering Task Force (IETF) und der Internet Research Task Force (IRTF), die zentrale Rollen bei der Weiterentwicklung und Forschung zu Internetprotokollen spielen.
Weiterhin engagiert sich Matthias Wählisch in der breiten Internet-Gemeinschaft. Unter anderem ist er seit 2020 Mitglied im Beirat des BCIX. Im Oktober 2023 hat er den Dresden Internet Exchange e.V. mitgegründet, der den ersten öffentlichen Internetaustauschpunkt in Dresden betreibt.